# اختلال‌های اکتاتیک قرنیه
اختلال‌های اکتاتیک قرنیه یا اکتازیا قرنیه یک گروه از اختلال‌های چشم غیرالتهابی و ناشایع هستند که توسط نازک‌شدگی دوطرفه مرکز یا محیط قرنیهاست.
- قوزقرنیه بیماری تدریجی غیر التهابی، دوطرفه، نامتقارن است که با نازک شدگی استروما که منجر به اعوجاج سطح قرنیه می‌شود، شناخته می‌شود.[۲]
- کراتوگلوبوس; یک اختلال نادر غیر التهابی نازک شدن قرنیه می‌باشد که مشخصه‌های کلی آن نازک شدن و برآمدگی کروی شکل قرنیه است.[۳]
- Pellucid marginal degeneration,یک اختلال یک طرفه، غیرالتهابی است که با نازک شدگی محیطی قسمت تحتانی قرنیه مشخص می‌شود.[۴]
- قوزقرنیه خلفی، یک بیماری نادر معمولاً مادرزادی است که باعث نازک شدن غیر پیشرونده سطح داخلی قرنیه در حالی که انحنای قدامی سطح طبیعی باقی می‌ماند. معمولاً تنها یک چشم را تحت تأثیر قرار است.
- اکتازیا پس از لیزیک، یک عارضه پس از لیزیک چشم می‌باشد.[۵]
- دژنراسیون حاشیه ترین، را یک نازک شدگی بدون درد غیر التهابی یکطرفه یا نامتقارن، آهسته پیشرونده می‌دانند.[۶]

## درمان
گزینه‌های درمانی شامل لنزهای تماسی و اینترا استرومال قرنیه حلقه بخش برای تصحیح عیوب انکساری ناشی از نامنظمی سطح قرنیه، کلاژن کراس لینکینگ برای تقویت ضعف و اکتازیاقرنیه یا پیوند قرنیه برای موارد پیشرفته تر می‌باشد.